# Cerro Pico Truncado
Cerro Pico Truncado är en kulle i Argentina.   Den ligger i provinsen Santa Cruz, i den södra delen av landet, 1 600 km sydväst om huvudstaden Buenos Aires. Toppen på Cerro Pico Truncado är 255 meter över havet, eller 28 meter över den omgivande terrängen. Bredden vid basen är 0,21 km.
Terrängen runt Cerro Pico Truncado är huvudsakligen platt, men den allra närmaste omgivningen är kuperad. Närmaste större samhälle är Pico Truncado, 14,4 km öster om Cerro Pico Truncado.
Omgivningarna runt Cerro Pico Truncado är i huvudsak ett öppet busklandskap. Trakten runt Cerro Pico Truncado är nära nog obefolkad, med mindre än två invånare per kvadratkilometer.